# すれすれイレブン
すれすれイレブンは、2014年4月4日から琉球放送（RBCiラジオ）で毎週金曜日23:00 - 23:30に放送されているラジオ番組である。

## 概要
番組は基本的に収録放送だが、パーソナリティー２人がツイッターでリアル実況している。（ハッシュタグ→#s11）
パーソナリティー曰く、「副音声的に」と話している。
「ラジオを聴いたことがない人にラジオを届ける」が番組コンセプト。

## 放送時間・放送局
RBCiラジオ
金曜日 23:00 - 23:30（2014年4月4日 - ）

## パーソナリティ
- ナガハマヒロキ（長濱広樹）[1] - 1986年10月25日（38歳）
パーソナリティ、MC、イベントプロデューサー、ライター。
- モバイルプリンス（島袋コウ）[2][3]
モバイルアドバイザー、プロブロガー。

## コーナー
- スクールピラミッド研究所
リスナーやゲストから、学校や社会など自身が所属する何らかのコミュニティ内でのABC式ランク付けを発表してもらい、今後のポジションを一緒に考えていくコーナ－。

## 備考
- RBCiラジオの夜の帯番組『リビドー』（2011年10月 - ）の第3期「ナガハマヒロキとモバイルプリンスのすれすれスレッド」が前身となっている。

## 番組を聴く方法
- ラジオの周波数をRBCiラジオ（AM738）に合わせるか、無料でラジオが聴けるアプリ「radiko」（ラジコ）をダウンロードする。（パソコンからも視聴可能である）沖縄県外の方は、是非radikoプレミアムに加入して、聴くことが可能。